# Ossian Aschan
Adolf Ossian Aschan [aská:n], född 16 maj 1860 i Helsingfors, död där 25 februari 1939, var en finländsk kemist.
Aschan studerade kemi, dels i Helsingfors, dels hos en rad framstående tyska kemister. Han blev 1884 filosofie doktor, 1886 docent, 1896 biträdande professor och slutligen 1908 professor i kemi vid Helsingfors universitet till 1927.
Aschan publicerade viktiga vetenskapliga arbeten, främst inom kamfer- och terpengruppen. Tillsammans med Edvard Hjelt utgav han Lärobok i organisk kemi (två band 1893, andra upplagan 1901) och tillsammans med Julius Wilhelm Brühl och Hjelt en sammanställning av alla heterocykliska föreningar (i Henry Enfield Roscoes och Carl Schorlemmers Lehrbuch der Chemie, band VII, del 5, 1899). För arbetet Die Chemie der alicyklischen Verbindungen (1905) erhöll han Valbruchpriset av Göttingens universitet. Han invaldes 1916 som utländsk ledamot av Kungliga Vetenskapsakademien i Stockholm.